# Портоферайо
Портофера̀йо (на италиански: Portoferraio) е град и община в Централна Италия, провинция Ливорно, регион Тоскана. Разположен е на 4 m надморска височина, на северния бряг на остров Елба. Населението на общината е 12 000 души (към 2018 г.).
Това е главният център в острова Елба, и първата от седемте островни общини по население. И островът Монтекристо е под управлението на общината Портоферайо.